# Боріс Макгівер
Боріс Макгівер (англ. Boris McGiver; нар. 23 січня 1962, Коублскілл, Нью-Йорк США) — американський теле- та кіноактор українсько-ірландського походження, відомий свїми ролями у стрічках «Лінкольн», «Картковий будинок», «Дроти», «Вбивство Кеннеді» та «Підозрюваний».

## Особисте життя
Народився у багатодітній родині з семи дітей, будучи другим наймолодшим. Батько — актор ірландського походження Джон Макгівер, мати — українка Рут Шмигельська. Боріс з самого початку не хотів іти слідами батька та ставати актором. Одного разу він заявив: «Я відштовхував думки про акторство ще з дитинства, оскільки мій батько був актором і його ніколи не було поруч. У нього було 10 дітей і він всіх мусив прогодувати. Тому для мене акторство ніколи не асоціювалось з чимось хорошим і я навіть не уявляв яким мистецтвом воно є. Я думав, це просто хороше проведення часу».

## Фільмографія
| Рік       |   | Українська назва            | Оригінальна назва        | Роль                         |
| --------- | - | --------------------------- | ------------------------ | ---------------------------- |
| 1987      | ф | Будяк                       | Ironweed                 | клерк                        |
| 1994      | ф | Маленька Одеса              | Little Odessa            | Іван                         |
| 1998—1998 | с | Під прикриттям: Нью-Йорк    | New York Undercover      | Содовскі                     |
| 1998—1998 | с | Трініті                     | Trinity                  | Карл Чекік                   |
| 2001—2001 | с | Як обертається світ         | As the World Turns       | Доктор Ерлі                  |
| 2004      | ф | У шоу тільки дівчата        | Connie and Carla         | Тібор                        |
| 2004      | ф | Нью-Йоркське таксі          | Taxi                     | Френклін                     |
| 2006—2006 | с | Дроти                       | The Wire                 | Чарльз Марімоу               |
| 2006      | ф | Рожева пантера              | The Pink Panther         | Вейнкур                      |
| 2006      | ф | Кліка                       | The Clique               | Ісаак                        |
| 2006      | ф | Хутро                       | Fur                      | Джек Генрі                   |
| 2007—2007 | с | 30 потрясінь                | 30 Rock                  | Патрік Донагі                |
| 2008—2008 | с | Джон Адамс                  | John Adams               | Роберт Годдарт               |
| 2012      | ф | Лінкольн                    | Lincoln                  | Александер Гамільтон Коффрот |
| 2012—2012 | с | Сутичка                     | Damages                  | Вбивця                       |
| 2012—2014 | с | Підозрюваний                | Person of Interest       | Роберт Герш                  |
| 2013      | ф | Вбивство Кеннеді            | Killing Kennedy          | Джон Фейн                    |
| 2013—2013 | с | Щоденники Керрі             | The Carrie Diaries       | Едді Лендер                  |
| 2013—2013 | с | Блакитна кров               | Blue Bloods              | Тревор Голт                  |
| 2013—2017 | с | Картковий будинок           | House of Cards           | Том Гаммершмідт              |
| 2014—2014 | с | Поворот: шпигуни Вашингтона | Turn: Washington's Spies | Натаніел Толлмедж            |
| 2014—2014 | с | Підпільна імперія           | Boardwalk Empire         | Шериф Ліндсі                 |
| 2019—2019 | с | Дім з прислугою             | Servant                  | Дядько Джордж                |